# 空振り

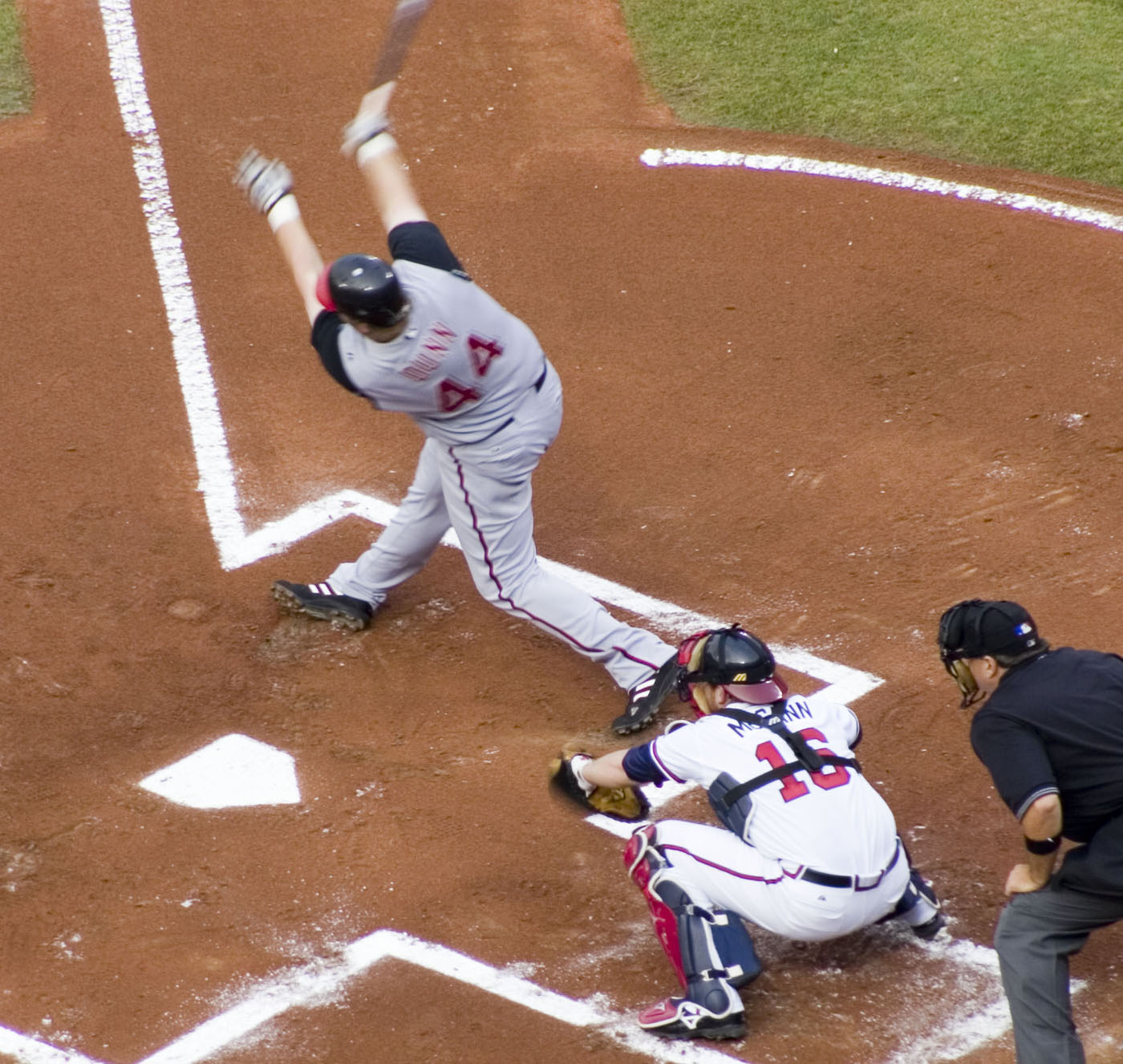
空振りする打者（アダム・ダン）

空振り（からぶり）は、野球やゴルフ等各球技や格闘技など、何らかのスイングの動作のある多くのスポーツにおいてバットやクラブ、手や足等が目標に当たらず空を切ること。転じて（訪問などで）目的がかなわずに終わることを空振り、カラブリと使う。

## 野球
野球における空振りとは、打者が打とうとしたにもかかわらず投球がバットに当たらなかった場合をいう。空振りをした場合、たとえ投球がストライクゾーンを通過していなくてもストライクが宣告される。空振りにより三振することは空振り三振と呼ばれる。

### ハーフスイング

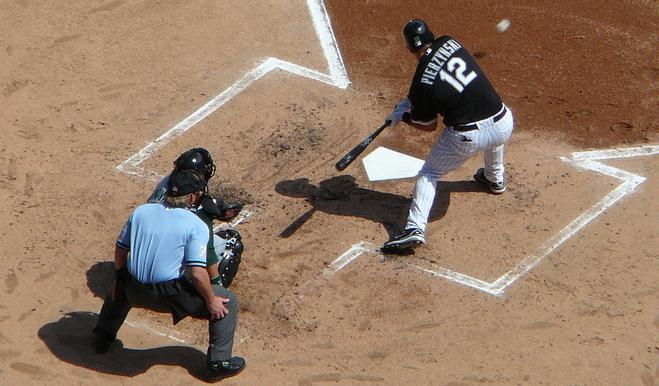
低めの球をハーフスイングする打者(A・J・ピアジンスキー)

投球後にバットを振る動作を途中で止めることをハーフスイングという。英語ではchecked swingと呼ばれてきたが、近年、大学野球リーグ（NCAA等）などでは "Half Swing" に改められる傾向にある。
公認野球規則上はハーフスイングが空振り（スイング）になるかどうか（ストライクかボールか）、あるいはどこまでバットを振ったら空振りとなるかといったことに対する明確な定義はない。そのため空振りがあったか否かの判定は審判員に委ねられている。一般的には、打者の手首が返っていればスイング（ストライク）とされる。しかし、時折手首が捻った程度でハーフスイングを取る審判や、手首が明らかに返っていてもスイングを取らない審判もおり、個々の審判員の判断に委ねられている。
球審はストライクかボールかを判定する役割を担うが、ハーフスイングの場合には塁審に対しスイングしたかどうかの判定を委ねることができる。また、ハーフスイングの際に球審が「振っていない」と判断しボールを宣告した場合に限り、捕手または守備側の監督は、塁審にアドバイスを求めるよう球審に要請することができる。この要請を受けた場合、球審は塁審にその裁定を一任しなければならない。
球審が塁審に判定を求める場合は、左手の掌を広げて打者の打席と反対側の塁審（右打者なら一塁塁審、左打者なら三塁塁審。3人制や2人制の場合は、打者に応じて内野内に位置している塁審）を指し、判定を要請する。この要請を受けて塁審が行った判定が最終のものとなる。塁審は、打者が振ったと判断すればアウトと同様の右拳を上げるジェスチャーを行い「イエススイング」または「Yes, he went」と宣告、振っていないと判断すれば両手を水平に広げセーフと同様のジェスチャーを行い「ノースイング」または「No, he didn't go」と宣告する。塁審が何も判定をしなかった場合には、振っていなかったと判定したものとみなされる。なお、この間はボールインプレイの状態にあるので注意が必要である。
バントは高校野球を除いて、定義上スイングではないため、ハーフスイングの判定を要求することはできない。

### バッターアシスト
塁上に走者がいる場合、盗塁を助けるために打者が意図的に空振りをすることがある。これをバッターアシストと呼ぶ。打者はゆっくりとした大きなスイングをすることで捕手の捕球と送球を視覚的に妨害し、走者のスタートを見にくくすることを狙う。

### 珍記録

#### 判定取り消し、その後本塁打
1981年8月15日に明治神宮野球場で行われたヤクルト対巨人の9回表で、巨人の打者松本匡史は、1ボール2ストライクからの投球をハーフスイングしたが、球審にスイングと判定され三振を宣告された。しかし捕手がこの投球を後逸したのを見て松本は一塁へ走り、振り逃げが成立した。
このプレイに対しヤクルトの武上四郎監督は球審に「松本のバットは回っていない、ボールだ」と通常では考えられない抗議を行った。審判団は協議の末、この抗議を認め、2ボール2ストライクからの打ち直しとした。打席に入り直した松本は1球見送りで3ボール2ストライクとし、3球ファウルで粘った末、9球目を左翼への本塁打にした。それまで納得のいかない顔つきだった巨人ベンチもこれには大笑い。武上監督の抗議は仇となってしまった。

## ゴルフ
ゴルフで空振りとは、プレーヤーがボールを打とうとしてクラブを振り、これが当たらなかったことをいう。まったくボールが動いていない場合でも1打となり、次打はそのままの状態から打たなければならない。
ただし、プレーヤーがボールを打って動かすという意思を持っていなかった場合には空振りとは認められない。つまり、素振りやボールを打つ直前でスイングを中止してしまった時などは空振りとはならず、打数にも数えられない。しかし、プレーヤーの意思でスイングを中止したにもかかわらず、その勢いでクラブがボールに当たってしまった場合は空振りとは認められず、1打と数えられる。